# Гермилдисилан
Гермилдисилан — неорганическое соединение,
германопроизводное трисилана
с формулой H5Si2GeH3,
бесцветная жидкость,
пары́ самовоспламеняются на воздухе.

## Получение
- Пиролиз смеси дисилана и дигермана с последующим разделением продуктов реакций фракционной перегонкой.

## Физические свойства
Гермилдисилан образует 
бесцветную жидкость,
пары́ которой самовоспламеняется на воздухе.